# Década de 1890 nos Estados Unidos
Esta é uma cronologia da década de 1890 nos Estados Unidos.

## 1890
- 2 de maio: O Oklahoma torna-se um território dos Estados Unidos.[1][2]
- 2 de julho: A Lei Sherman Antitruste, que limite os monopólios, é aprovada pelo Congresso dos Estados Unidos.[1][3]
- 3 de julho: O Idaho torna-se o 43º estado norte americano admitido à União.[1][2][4]
- 10 de julho: O Wyoming torna-se o 44º estado norte-americano admitido à União.[1][2][5]
- 1 de outubro: O Parque Nacional de Yosemite é criado no estado da Califórnia.[1][6]
- 29 de dezembro: O Massacre de Wounded Knee, o último dos maiores conflitos armados entre as tropas norte-americanas e os índios, ocorre em Wounded Knee, Dakota do Sul.[1][7]

## 1891
- 3 de março: A primeira floresta protegida à nível federal do país é criada por uma lei do Congresso dos Estados Unidos (Forest Reserve Act of 1891).[8][9]
- 31 de julho: Thomas A. Edison patenteia a câmara cinetoscópica com capaz de registrar fotografias.[10]
- 21 de dezembro: O basquetebol é inventado pelo professor da educação física canadense James Naismith em Springfield, Massachusetts.[11]

## 1892
- 11 de janeiro: O acordo internacional contra o tráfico de escravos africanos é aprovado pelo Senado dos Estados Unidos.[12]
- 20 de janeiro: A primeira partida oficial de basquetebol acontece em Springfield, Massachusetts.
- 12 de fevereiro: O aniversário do ex-presidente Abraham Lincoln é declarado um feriado nacional nos Estados Unidos.
- 19 de julho: O Congresso dos Estados Unidos autoriza a construção do sexto navio de guerra, USS Iowa.[13]
- 20 de outubro: Inicia a Exposição Universal de Chicago para celebrar o 400° aniversário da descoberta da América.[14][15]
- 8 de novembro: É realizada a eleição presidencial. Grover Cleveland é reeleito o presidente dos Estados Unidos.[14][16][17]

## 1893
- 24 de fevereiro: A American University é fundada pela lei do Congresso dos Estados Unidos em Washington, DC.
- 4 de março: Presidente Grover Cleveland começa seu segundo mandato.[17][18]
- 7 de março: Hilary A. Herbert torna-se o 33° secretário da Marinha dos Estados Unidos.[19]
- 21 de abril: Inicia a Pânico Financeiro de 1893.[20]
- 7 de novembro: O Colorado torna-se o segundo estado norte-americano a adotar o sufrágio feminino.[21]
- 18 de dezembro: Presidente Grover Cleveland retira o tratado da anexação do Havaí.[18][22]

## 1894
- 11 de maio: Trabalhadores da empresa Pullman Palace Car Company começam uma greve contra a redução de salário.[23][24]
- 4 de julho: O Havaí torna-se uma república independente.[16][24]
- 20 de julho: Tropas norte-americanas são retiradas de Chicago, terminando oficiamente a greve dos trabalhadores da Pullman Palace Car Company.[23]
- 7 de agosto: Presidente Grover Cleveland reconhece o Havaí como um país independente.[25]
- 22 de novembro: O Tratado de Comércio e Navegação entre Japão e Estados Unidos é firmado.[26]

## 1895
- 9 de fevereiro: O voleibol é criado pelo diretor de educação física da Associação Cristã de Moços, William G. Morgan, em Holyoke, Massachusetts.
- 28 de junho: Os Estados Unidos declaram neutralidade no conflito entre Cuba e Espanha.[16]
- 3 de setembro: A primeira partida de futebol americano profissional acontece em Latrobe, Pensilvânia.

## 1896
- 4 de janeiro: O Utah torna-se o 45º estado norte-americano admitido à União.[27][28]
- 6 de abril: O atleta norte-americano James Connolly torna-se o primeiro campeão dos Jogos Olímpicos de Verão em Atenas, Grécia.[27]
- 3 de novembro: É realizada a eleição presidencial. O republicano William McKinley é eleito o 25° presidente dos Estados Unidos.[29][30]

## 1897
- 4 de março: William McKinley toma posse como o 25° presidente dos Estados Unidos.[31]
- 6 de março: John Davis Long torna-se o 34° secretário da Marinha dos Estados Unidos.[32]
- 17 de abril: Uma suposta queda de um OVNI ocorre em Aurora, Texas, semelhante ao Caso Roswell.[33][34]
- 16 de junho: Governo dos Estados Unidos assina o tratado de anexação com o Havaí.[16]

## 1898
- 15 de fevereiro: O couraçado norte-americano USS Maine é afundado pela explosão misteriosa na Baía de Havana.[35]
- 21 de abril: A Espanha rompe as relações diplomáticas com os Estados Unidos.[36]
- 24 de abril: A Espanha declara guerra aos Estados Unidos.[37]
- 25 de abril: O Congresso dos Estados Unidos declara guerra à Espanha, iniciando a Guerra Hispano-Americana.[16][38][39][40]
- 1 de maio: A Marinha dos Estados Unidos vence a Batalha da Baía Manila.[16]
- 12 de maio: San Juan, a capital de Porto Rico, é bombardeada pela Marinha dos Estados Unidos, comandanda pelo contra-almirante William T. Sampson.
- 4 de julho: A Newlands Resolution é aprovada.
- 7 de julho: Presidente William McKinley assina a Newlands Resolution, que anexa o Havaí.[40][41]
- 25 de julho: Forças americanas invadem Porto Rico.
- 12 de agosto: O Protocolo de Paz é assinado pelos Estados Unidos e pela Espanha em Washington, DC, terminando a Guerra Hispano-Americana.[42]
- 1 de outubro: Os comissários espanhóis e americanos convocam sua primeira reunião em Paris, na França.[43]
- 10 de dezembro: Representantes dos Estados Unidos e da Espanha assinam o Tratado de Paris, oficialmente terminado a Guerra Hispano-Americana.[16]

## 1899
- 6 de fevereiro: Os Estados Unidos anexam Guam, as Filipinas e Porto Rico.[16]
- 6 de fevereiro: O Tratado de Paris é ratificado pelo Senado dos Estados Unidos.[44][45][46][47]
- 14 de fevereiro: O Congresso dos Estados Unidos aprova o uso da máquina de votação nas eleições federais.
- 2 de março: O Parque Nacional do Monte Rainier é criado.[48]
- 2 de junho: As Filipinas declaram guerra aos Estados Unidos, iniciando a Guerra Filipino-Americana.
- 2 de dezembro: A Grã-Bretanha, a Alemanha e os Estados Unidos assinam o tratado, dividindo as Ilhas Samoa entre os alemães e os americanos.[49]